# 浜名湖新橋有料道路

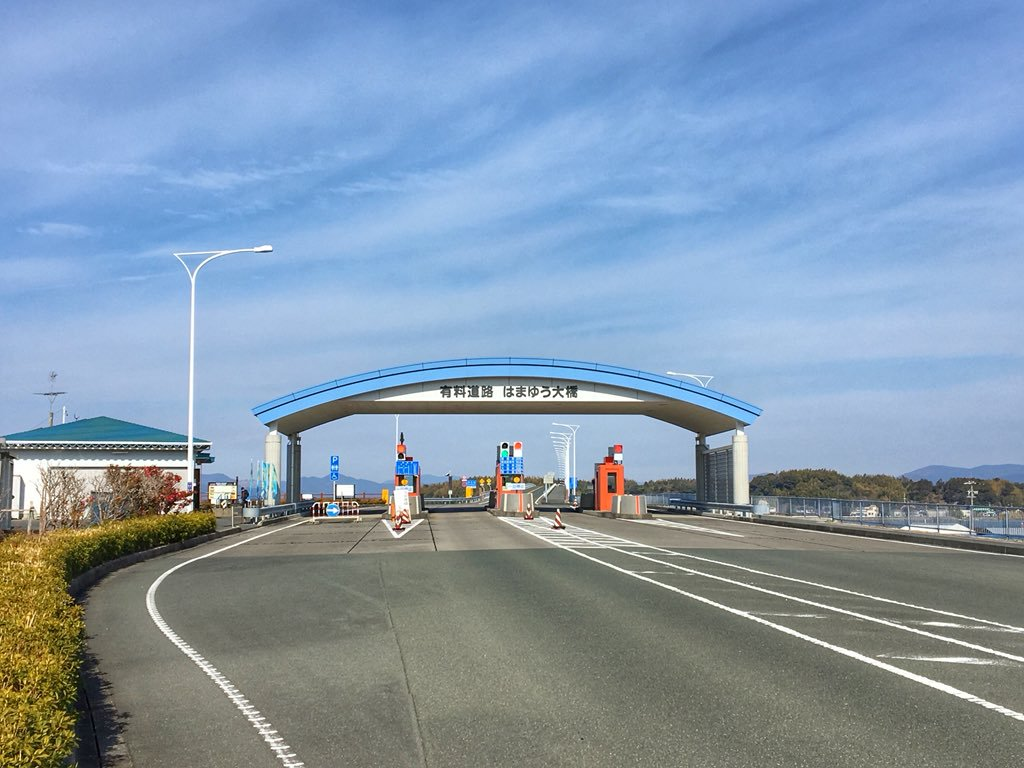
料金所

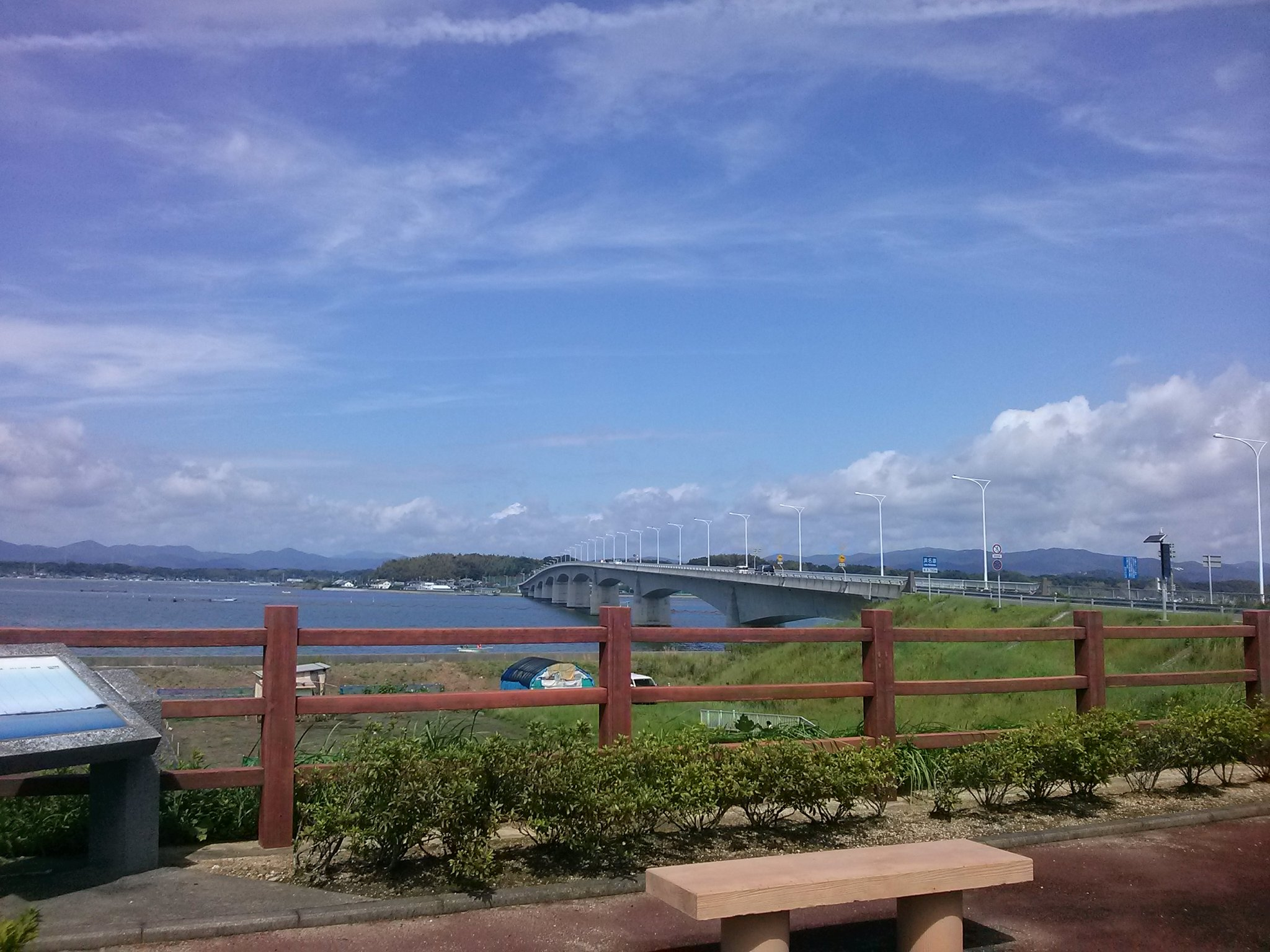
はまゆう大橋

浜名湖新橋有料道路（はまなこしんばしゆうりょうどうろ、愛称：はまゆう大橋）は、静岡県浜松市中央区白洲町から浜松市中央区古人見町までを結ぶ有料道路（静岡県道319号村櫛三方原線）である。静岡県道路公社が管理する。
都市計画道路として計画された西部放射道路の一部である。
愛称は本橋が平成の大合併前の浜松市と旧雄踏町付近（古人見町から東へ約0.5km）を結ぶことから名付けられた。

## 概要
- 車線数：2車線
- 延長：1.3km

## 歴史
- 2004年（平成16年）3月30日 - 開通。

## 通行料金
- 原付・軽車両：20円（自転車は無料）
- 軽自動車：170円
- 普通車：210円
- 中型車：270円
- 大型車：370円
- 特大車：580円